# Samaria (thành cổ)
Samaria hay Samari (tiếng Hebrew: שומרון Shomron; tiếng Hy Lạp cổ: Σαμάρεια; tiếng Ả Rập: السامرة as-Samira) là một thành phố cổ đại ở Vùng đất Israel. Nó từng là thủ đô của Vương quốc Israel miền bắc vào các thế kỷ 9 và 8 TCN. Di tích thành phố nằm trên dãy núi Samaria tại Bờ Tây. Nó nằm dưới quyền hạn của Chính quyền Thiên nhiên và Công viên Israel, nhưng hiện tại người ta không được phép đến thăm vì tình trạng an ninh.